# Agaristodes feisthamelii
Agaristodes feisthamelii är en fjärilsart som beskrevs av Herrich-Schäffer 1853. Agaristodes feisthamelii ingår i släktet Agaristodes och familjen nattflyn. Inga underarter finns listade i Catalogue of Life.